# Evangelische Kirche (Ebsdorf)

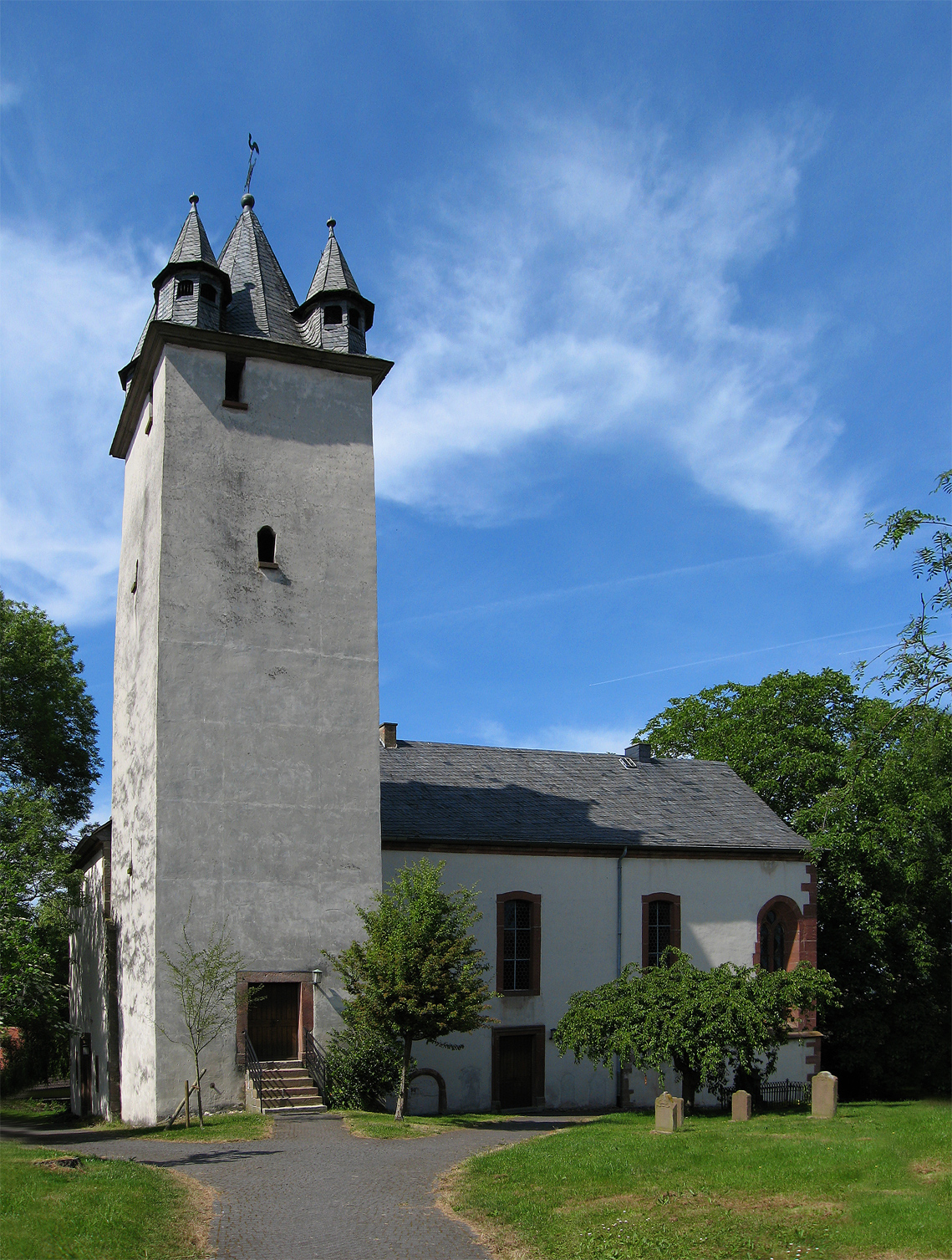
Kirche in Ebsdorf von Süden

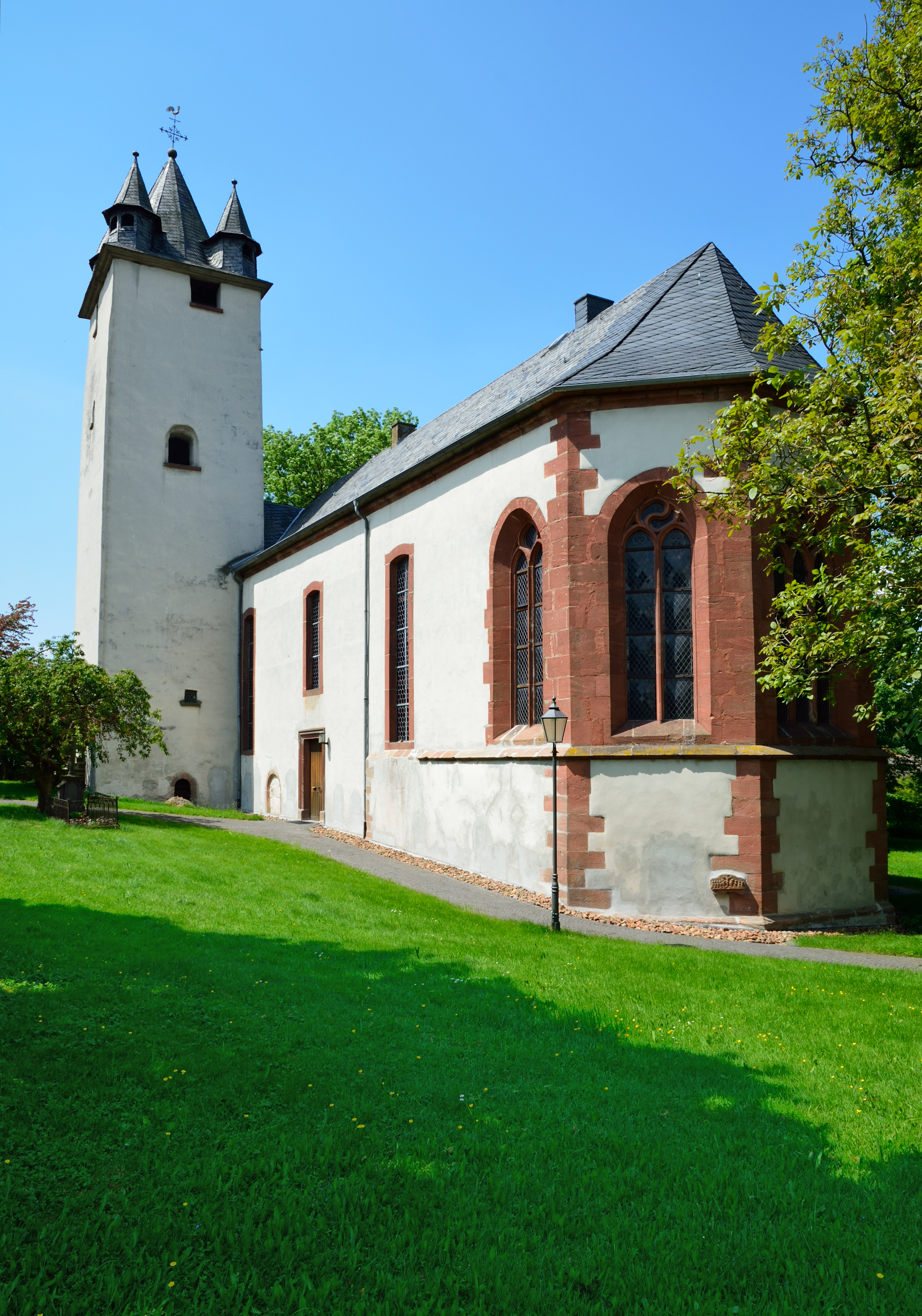
Blick von Südosten

Die Evangelische Kirche in Ebsdorf in der Gemeinde Ebsdorfergrund im Landkreis Marburg-Biedenkopf (Hessen) ist eine im Kern romanische Kirche aus der Zeit um 1200, die mehrfach umgebaut wurde. Aus spätgotischer Zeit stammen der dreiseitige Ostschluss und der charakteristische Turmhelm mit seinen vier Wichhäuschen. Die aus geschichtlichen, städtebaulichen und künstlerischen Gründen denkmalgeschützte Wehrkirche ist das älteste Gebäude des Ortes und prägt dessen Bild.

## Geschichte
Die Kirche in Ebsdorf wurde um 1200 mit niedrigem Turm und einem niedrigen eingewölbten Schiff in zwei Bauabschnitten errichtet. Sie muss einen Vorgängerbau gehabt haben, da Ebsdorf bereits im Jahr 1151 als Mutterkirche mit mehreren Geistlichen nachweisbar ist, als die Filialgemeinde Beltershausen abgetrennt wurde. Der Ausbau in eine wehrhafte Anlage erfolgte um 1250. Der Turm wurde erhöht, die romanischen Rundbögen vermauert und in das zweite Geschoss ein Kreuzrippengewölbe eingezogen. Nur der Bogen an der Ostseite wurde später wieder freigelegt. Als Abschluss erhielt der Turm eine offene Wehrplatte mit Zinnen und Wasserspeiern. Am Ende des 15. Jahrhunderts wurde der Ostschluss im Stil der Spätgotik erneuert und um einen höheren Chor erweitert. Die ursprünglich offene Wehrplatte war zinnenbewehrt, erhielt in spätgotischer Zeit aber ihren Turmhelm mit vier Wichhäuschen, der im 17. Jahrhundert erneuert wurde.
Im späten Mittelalter bildete der Ort einen Sendbezirk, der zum Dekanat Amöneburg von St. Stephan im Bistum Mainz gehörte.
Mit Einführung der Reformation wechselte der Ort ab 1527 unter Pfarrer Conrad Schneider, der bis 1537 in Ebsdorf wirkte, zum evangelischen Bekenntnis und wurde der Landgraf Patron. Hachborn war seit 1528 nach Ebsdorf eingepfarrt. 1577 gehörten die Orte Leidenhofen, Ilschhausen, Heskem, Dreihausen, Roßberg und Bortshausen zum Kirchspiel Ebsdorf. Im Jahr 1609 schloss sich die Kirchengemeinde dem reformierten Glauben an und wurde 1624 wieder lutherisch (vgl. Konfessionsverhältnisse in der Landgrafschaft Hessen-Kassel). Während des Dreißigjährigen Kriegs erlitten Kirche und Ausstattung Schaden, worauf eine Bauinschrift hinweist: „CHRISTE TVVM VERBVM TVA GLORIA / CHRISTE RECREATOR COMPVLIT AD AEDES SIC RENOVARE POTUERAS“ (Christus, durch dein Wort und deinen Ruhm hast du es, Christus, du Auferstandener, vermocht anzutreiben das Gotteshaus zu erneuern).
Nach einem Entwurf des Maurermeisters Christian Schoen erfolgte 1743 bis 1745 ein Umbau in eine barocke Saalkirche: Die Kirche wurde auf dieselbe Höhe wie der Chor aufgestockt und unter einem gemeinsamen Dach vereint. An den Langseiten wurden größere Fenster eingebrochen und mit dem Südportal ein neuer Eingang geschaffen. Die alten Gewölbe im Schiff und der Chorbogen wurden ausgebrochen und aus dem Bauschutt der Fußboden um 1,50 Meter erhöht. Schoen ließ eine Holztonne einziehen und zweigeschossige Emporen einbauen.
Eine umfassende Renovierung fand im Jahr 1900 unter dem Architekten August Dauber statt. In den Jahren 1919/1920 erfolgte der Anbau einer Sakristei an der Nordseite des Chors. Dabei fand das ehemalige gotische Außenportal Verwendung. In Chor und Sakristei wurde ein Gips-Gewölbe eingezogen.
1977/1978 folgte eine Renovierung der Kirche in mehreren Bauabschnitten. Im Jahr 1977 wurden die spätgotischen Bleiglasfenster repariert und die Bleisprossen verstärkt. Die neugotischen Netzgewölbe in Chor und Sakristei wurden wieder entfernt und die barocke Bemalung der Decken, Emporen und Säulen freigelegt. Durch die Entfernung der Chorstufe wurde das Niveau zum Schiff angeglichen und der hallenartige Charakter wie im Barock wiederhergestellt. Das gotische Taufbecken auf dem Friedhof fand wieder seinen Aufstellungsort in der Kirche und wurde mit einem Gitter und einer Taufschale versehen. Der Fußboden wurde mit Sandsteinplatten neu belegt. Die Fenster im Schiff erhielten Antikglas mit Sechseckscheiben wie in der Barockzeit.
Nachdem die politische Gemeinde und das Land Hessen jahrhundertelang die landesherrschaftliche Verantwortung für den Bau und Erhalt der Kirchengebäude je zur Hälfte übernommen hatten, kaufte sich die Gemeinde in den Jahren 2004–2013 von der Baulast frei. Seit 2014 trägt nun die Evangelische Kirche von Kurhessen-Waldeck die Verantwortung für die Gebäude. Im Rahmen einer Renovierung im Jahr 2018 wurden Risse im Mauerwerk verfüllt, das Dachgebälk saniert, das Dach neu verschiefert und die Kirchendecke gereinigt. Die Sanierung der Außenmauern soll in einem weiteren Bauabschnitt im Jahr 2019 folgen.

## Architektur

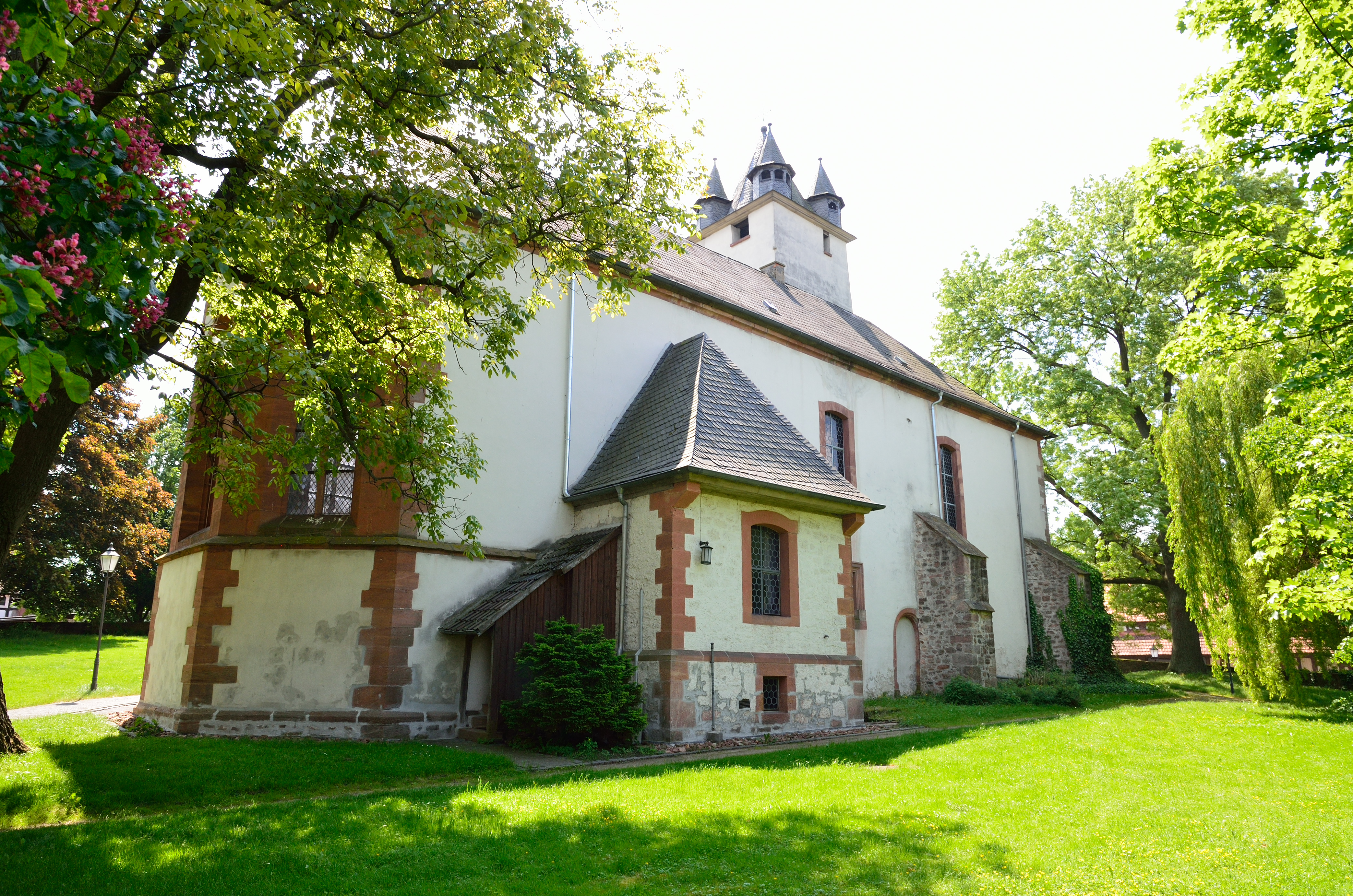
Nordostseite der Kirche

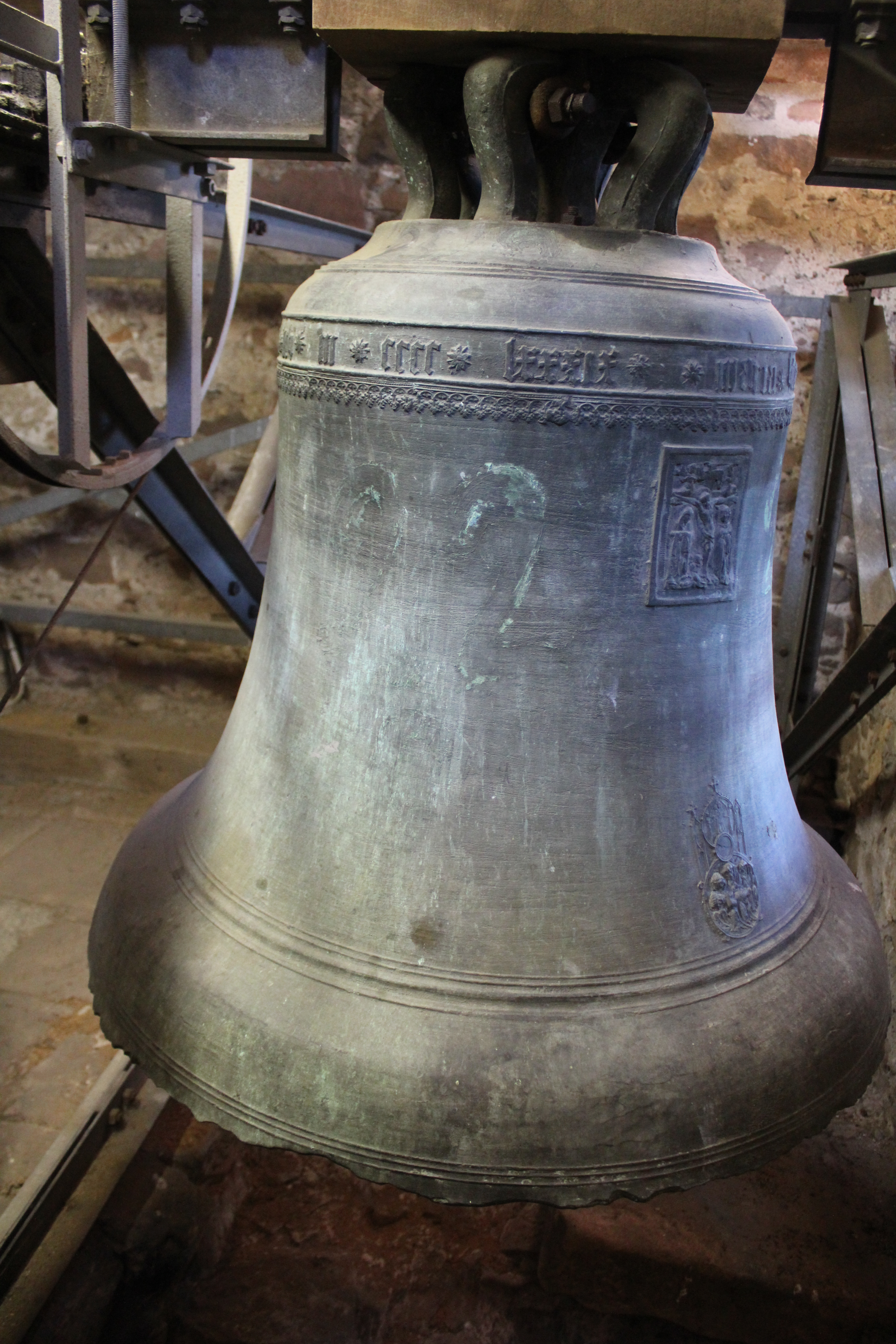
Marienglocke von 1489

Die ungefähr geostete Kirche ist leicht erhöht an repräsentativer Stelle im Ortszentrum errichtet. Turm und Schiff sind weiß verputzt, nur die Gewände, das Traufgesims des Schiffes und die Eckquaderung aus rotem Sandstein an Schiff, Chor und Sakristei sind ausgespart. Das Gebäude wird von einem Wehrkirchhof mit hohen Ringmauern aus unverputztem Bruchsteinmauerwerk umgeben, in die zwei Sandstein-Portale mit geradem Sturz eingelassen sind. Die Zangenmauern der ursprünglichen Tore sind noch erhalten.
Der massiv aufgemauerte, ungegliederte Wehrturm im Südwesten steht im Mauerverband mit dem Schiff. Der Mauervorsprung im Westen wird durch die Annahme von zwei Bauphasen gedeutet. Das Untergeschoss mit Kreuzgratgewölbe und das mittlere Geschoss stammen aus romanischer Zeit. Nur nach Osten ist die rundbogige Schallöffnung wieder freigelegt; an den anderen Seiten sind die romanischen Öffnungen vermauert. Das frühgotische Wehrgeschoss wurde im 15. Jahrhundert umgebaut. Seitdem bedeckt ein verschieferter oktogonaler Spitzhelm, der von Turmknauf, Kreuz und Wetterhahn bekrönt wird, den Turmschaft. Dem Spitzhelm sind auf den Ecken vier polygonale Wichhäuschen aufgesetzt, die je zwei rundbogige Öffnungen und einen kleinen oktogonalen Spitzhelm haben, dem eine Kugelspitze aufgesetzt ist. Die Glockenstube beherbergt ein Dreiergeläut. Neben einer Glocke von 1968, Gießer Glocken- und Kunstgießerei Rincker in Sinn, Ton fis1, und einer in dis1 erklingenden Gussstahlglocke, die Buderus nach dem Ersten Weltkrieg gegossen hat, ist eine mittelalterliche Marienglocke von 1489 erhalten, die den Schlagton gis1 hat. Das dreikreisige Pilgerzeichen zeigt im unteren Teil eine Pietà und im oberen Kreis die Rockzeigung nach Aachener Ritus.
Das Schiff stammt im Kern aus der Zeit um 1200, worauf im Westen der beiden Langseiten die vermauerten romanischen Rundbogenportale hinweisen. Das alte Südportal ist mit schuppenartigen Ornamentbändern verziert. Der Innenraum wird im Süden durch drei und im Norden durch zwei schlanke Stichbogenfenster mit Gewänden belichtet, die in den 1740er Jahren eingebrochen wurden und dem Schiff seinen barocken Charakter verleihen. Das mittlere Südfenster reicht nicht so weit wie die beiden flankierenden Fenster hinab, da hier das hochrechteckige Südportal eingelassen ist. Das Portal hat ein profiliertes Gewände über würfelförmigen Basen. Auch die Westseite hat ein hochrechteckiges Portal.
Der dreiseitige Ostschluss weist dieselbe Breite wie das Schiff auf und war vor der Aufstockung des Schiffs deutlich höher als dieses. Der Chor wird durch vier spitzbogige Maßwerkfenster belichtet, das Ostfenster ist dreibahnig und wird nördlich von einem zweibahnigen und südlich von zwei zweibahnigen Fenstern flankiert, deren Bogenfelder unterschiedlich gestaltet sind. Im Inneren werden die Chorfenster durch die verbliebenen Reste der Dienste gegliedert, Dreiviertelsäulen, auf denen ursprünglich das Steingewölbe ruhte. Die Glasmalereien sind noch original aus gotischer Zeit erhalten.

## Ausstattung

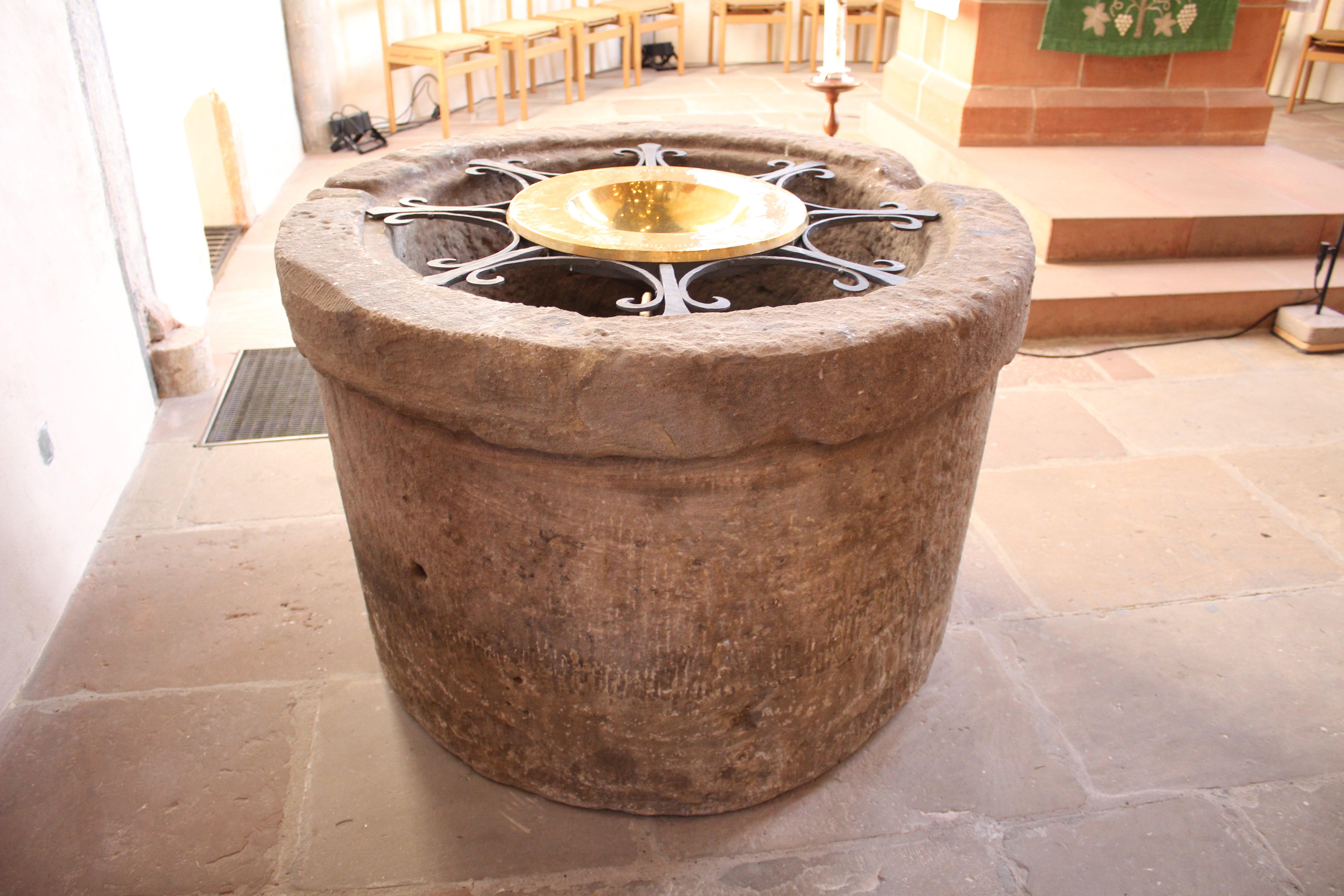
Gotisches Taufbecken

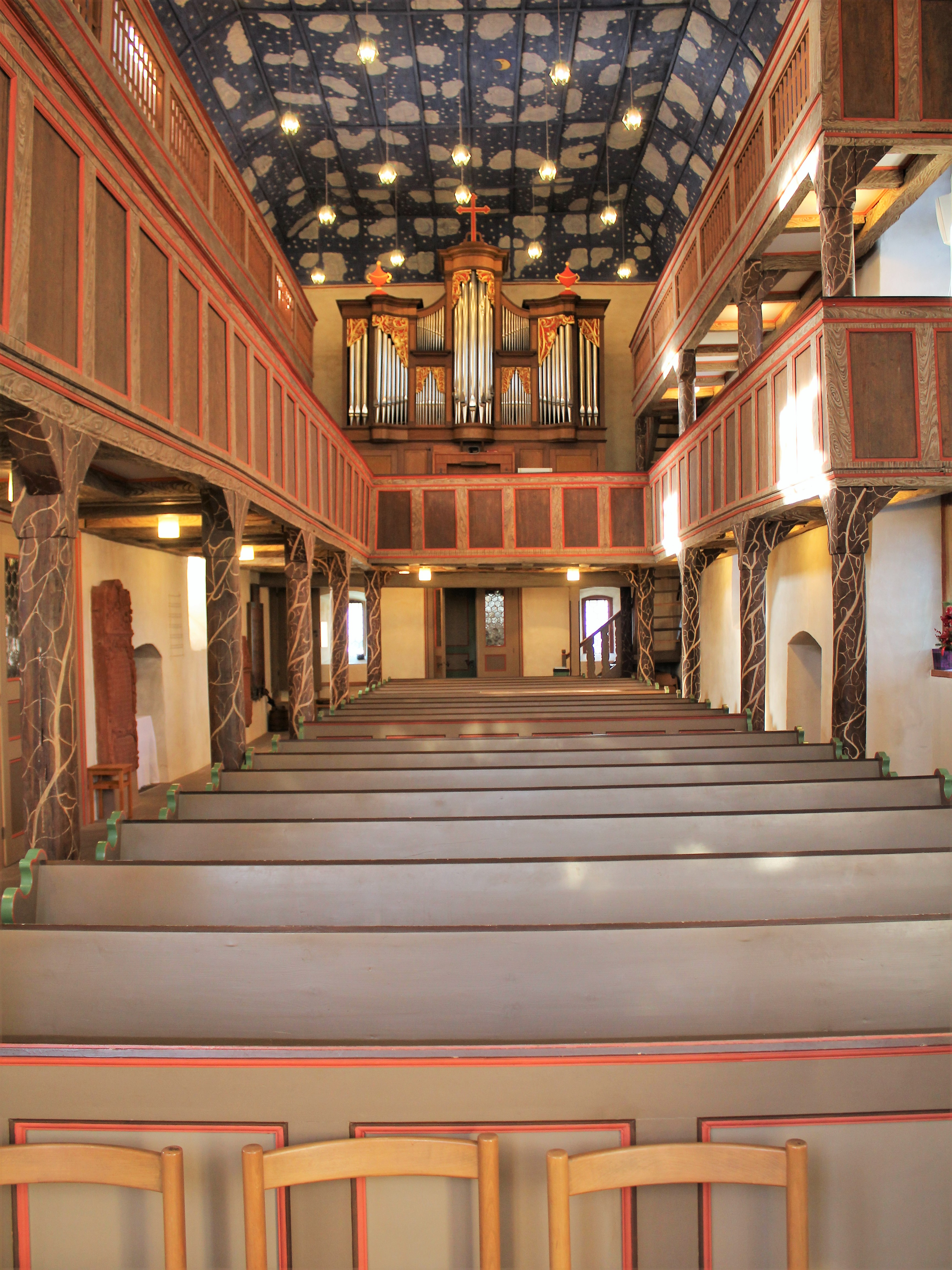
Blick auf die Orgelempore

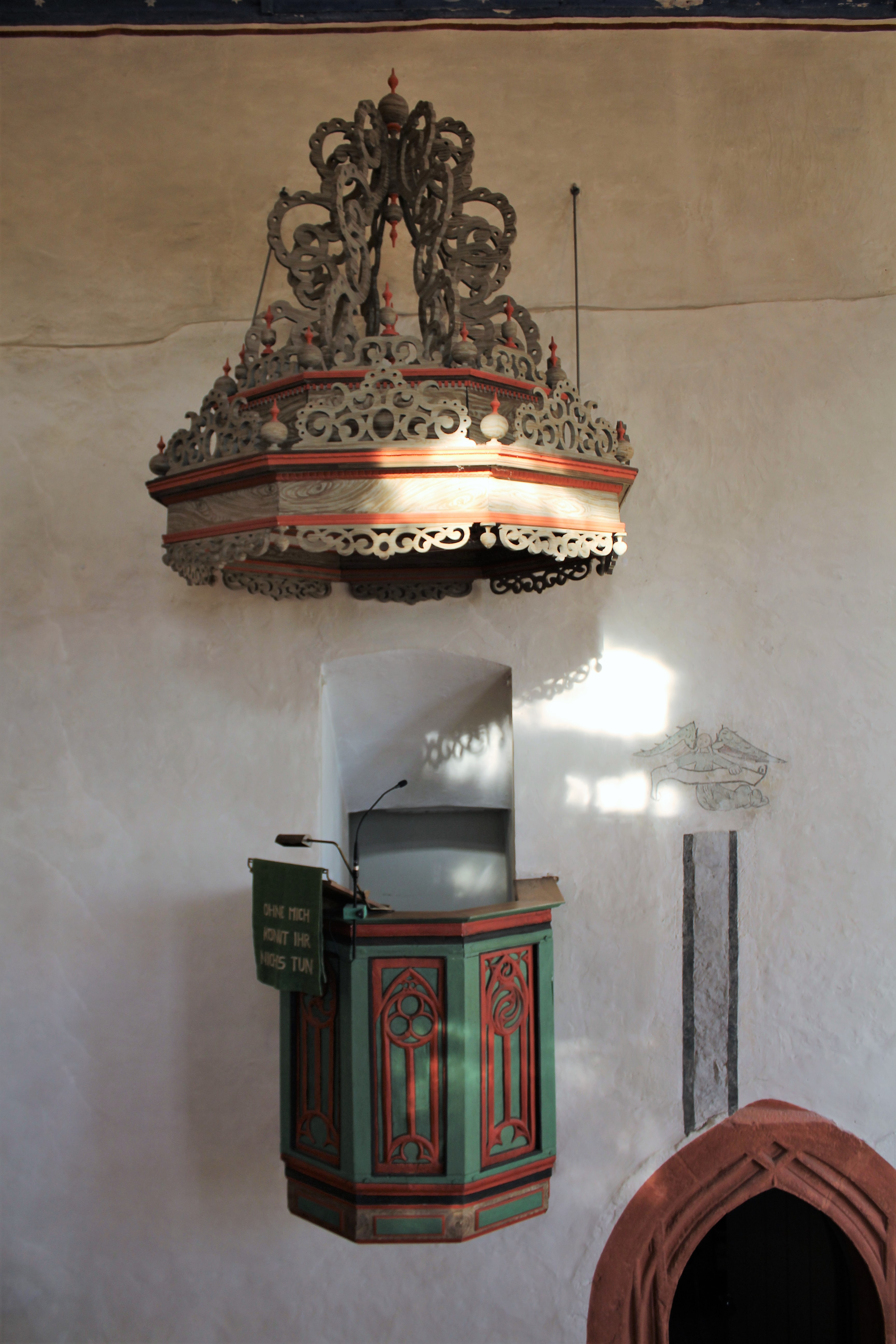
Kanzel des 17. Jahrhunderts

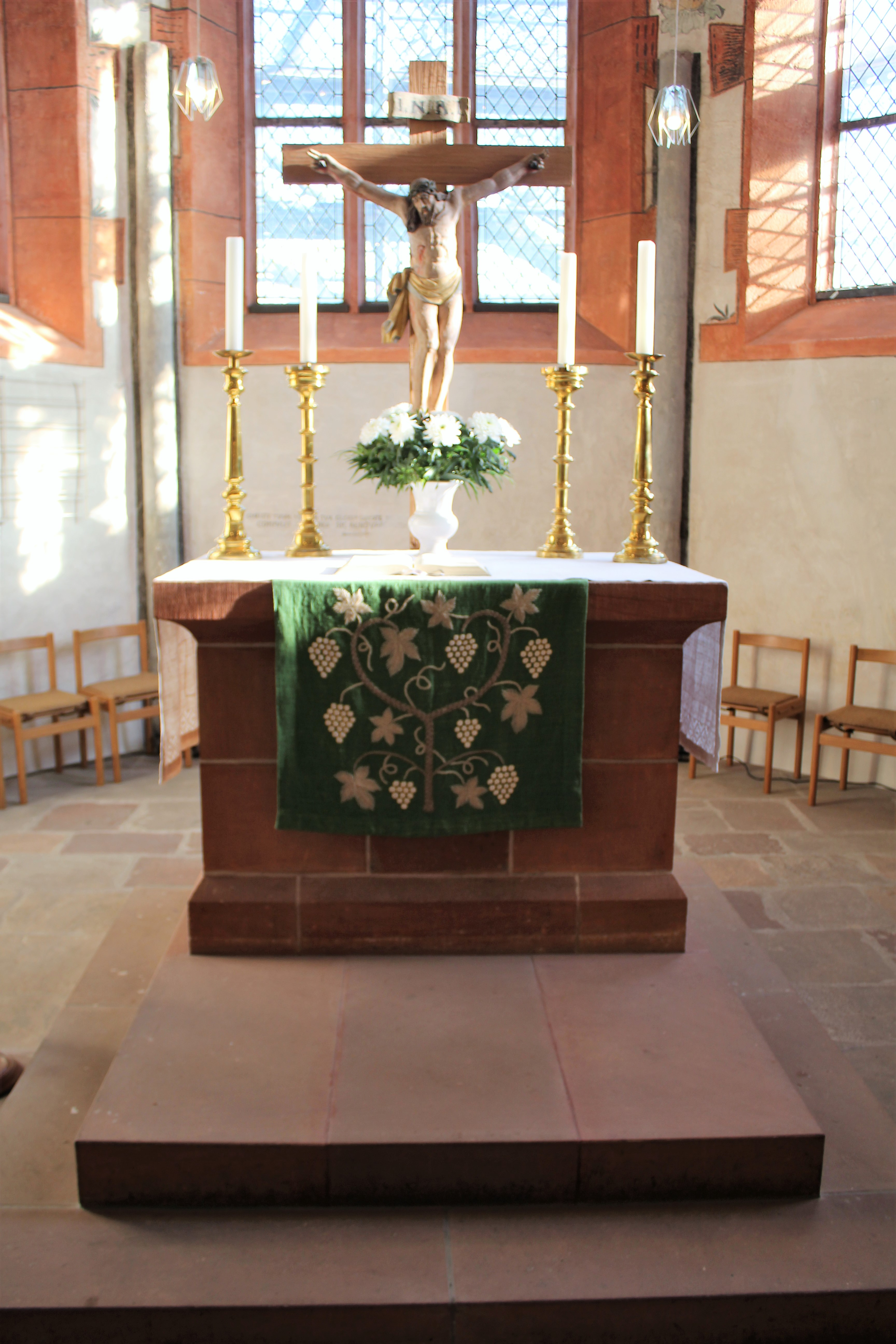
Altar mit Kruzifixus des 17. Jahrhunderts

Der Innenraum von Schiff und Chor wird seit dem Umbau 1745 von einer hölzernen Voutendecke abgeschlossen, die einen blauen Sternenhimmel mit Wolken zeigt. Im Chor sind über den Stümpfen der Dienste und zwischen den Fenstern sechs bauzeitliche Engel (15. Jahrhundert) gemalt, die von floralem Rankenwerk und Schmetterlingen umgeben sind. Drei von ihnen stehen für die Evangelisten Matthäus, Markus und Lukas. Oberhalb des Ostfensters ist der untere Teil einer gotischen Darstellung des Pantokrators zu sehen, der von der Holzdecke geschnitten wird. Im Schiff ist eine dreiseitig umlaufende Empore von 1745 eingebaut, die auf achteckigen Holzpfosten mit Bügen und Quaderbemalung ruht. Ihre Brüstung hat schlichte kassettierte Füllungen, deren Bemalung mit einer Holzmaserung in den 1970er Jahren wiederhergestellt wurde. An den Langseiten werden die Säulen zur oberen Empore fortgeführt, die von der Westempore zugänglich sind. Im Gegensatz zur unteren hat die obere Brüstung durchbrochenes Gitterwerk. Die Westempore dient als Aufstellungsort für die Orgel. Der Fußboden im Chor ist mit den alten Sandsteinplatten belegt, das Schiff erhielt neue Platten.
Der massiv aufgemauerte Blockaltar ist um eine Stufe erhöht. Er trägt Quaderbemalung und hat eine überstehende Mensaplatte über Schräge. Das hölzerne Altarkreuz mit Kruzifix des Dreinageltypus geht auf die zweite Hälfte des 17. Jahrhunderts zurück. In derselben Zeit schuf ein Ebsdorfer Schreiner den reich verzierten Schalldeckel der Kanzel mit durchbrochenem Schnitzwerk und Volutenkrone. Der polygonale hölzerne Kanzelkorb entstand hingegen im Stil der Neugotik. Den Zugang zur hochsitzenden Kanzel in der Nordwand ermöglicht ein Durchbruch von der Sakristei aus. Das große gotische Taufbecken (1,15 Meter Durchmesser) steht seit 1978 wieder in der Kirche. Am Westportal steht ein hölzerner Opferstock, der aus dem Fuß der alten Kanzel gebildet wurde. Aus gotischer Zeit stammen die beiden Sakramentsnischen in der östlichen Chorwand. Die linke Nische diente zur Aufbewahrung der Monstranz und die rechte als Piscina.
In den Nischen des Schiffs sind zahlreiche Grabplatten aus rotem Sandstein aufgestellt, darunter ein Grabstein für Schultheiß Peter Arnsberg († 1624) und weitere Familiengrabsteine des 18. Jahrhunderts. In der Südwand des Altarraums ist die sogenannte Ebsdorfer Platte vermauert, die wohl vom Beginn des 12. Jahrhunderts datiert und vermutlich für den Stifter der Ebsdorfer Kirche gehauen wurde. Sie ist das obere Bruchstück einer mittelalterlichen Grabplatte aus Buntsandstein (0,93 Meter hoch, 0,725 Meter breit und 0,23 Meter dick), die ursprünglich 1,90 Meter hoch war. Sie trägt ein lateinisches Kreuz als Bestandteil eines Vortragekreuzes mit seitlich sprießenden floralen Ornamenten, das an die Tradition vom grünenden Kreuzstamm als Baum des Lebens anknüpft. Alle vier Quadranten werden durch kreisförmige Ornamente ausgefüllt.

## Orgel

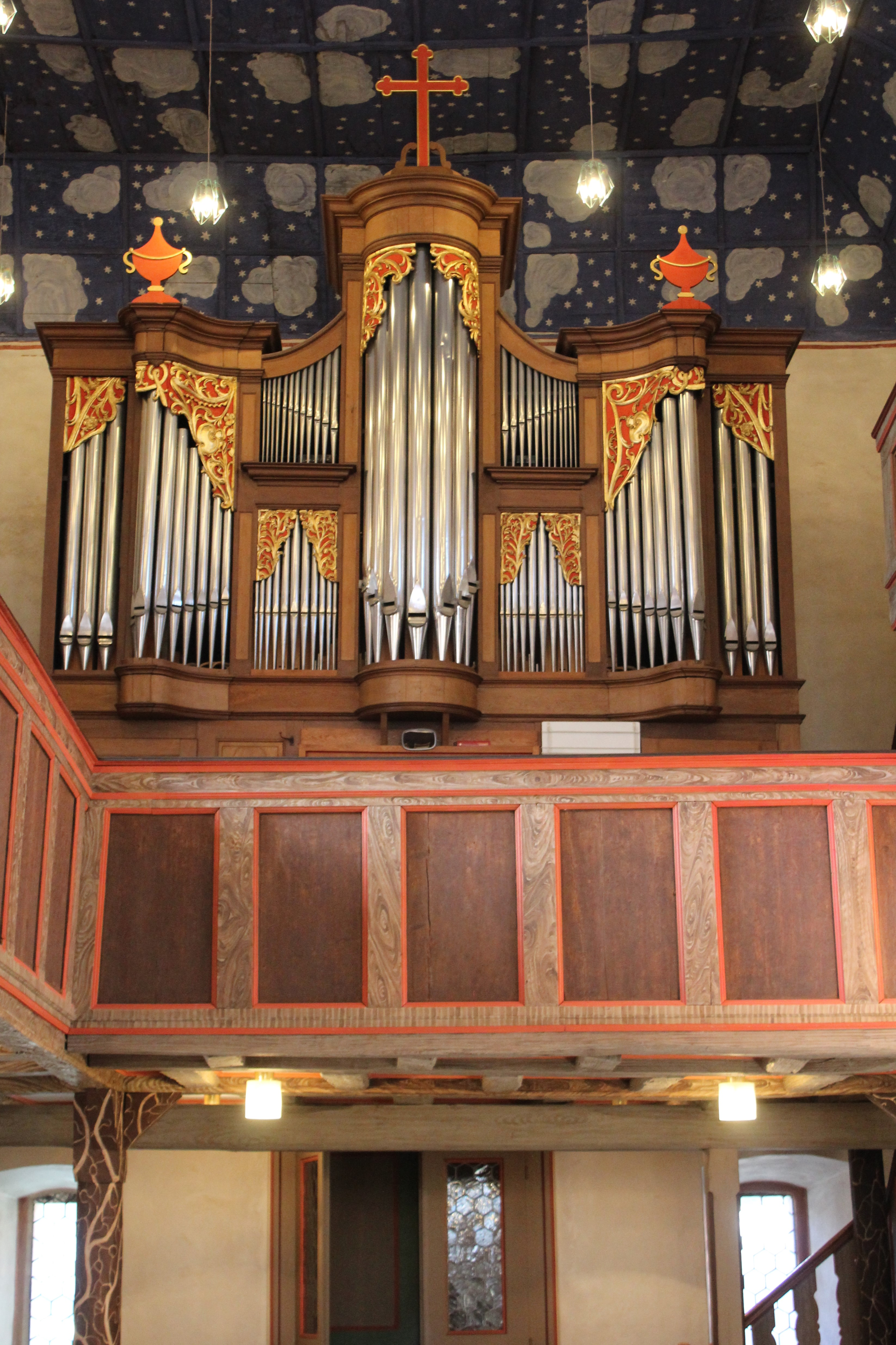
Historischer Orgelprospekt von 1788

Der Orgelbauer Johann Dietrich Schröder aus Marburg baute 1737 in Ebsdorf eine neue Orgel. Er ist nur noch 1734 in Sterzhausen mit einem weiteren Orgelneubau bezeugt. In den Jahren 1785 bis 1788 ersetzten die Marburger Orgelbauer Philipp Christoph und Georg Friedrich Küster das Instrument. Hinter dem spätbarocken Prospekt, der seitlich erweitert wurde, baute Peter Dickel 1867–1868 ein neues Werk mit 19 Registern auf zwei Manualen und Pedal. Im Jahr 1972 baute Wolfgang Böttner die heutige zweimanualige Orgel mit 17 Registern unter Einbeziehung des historischen Prospekts von 1788. Wegen der Kirchenrenovierung wurde das Instrument erst 1976 aufgestellt. Die Disposition lautet wie folgt:
| I Hauptwerk C–g3 |       |
| Prinzipal        | 8′    |
| Gedackt          | 8′    |
| Oktave           | 4′    |
| Koppelflöte      | 4′    |
| Quinte           | 2 ⁄3′ |
| Nachthorn        | 2′    |
| Mixtur IV–V      | 1 ⁄3′ |

| II Unterwerk C–g3 |        |
| Rohrflöte         | 8′     |
| Gedackt           | 4′     |
| Prinzipal         | 2′     |
| Terz              | 1 3⁄5′ |
| Nasat             | 1 ⁄3′  |
| Scharff III       | 1′     |
| Tremulant         |        |

| Pedal C–f1    |     |
| Subbass       | 16′ |
| Prinzipalbass | 8′  |
| Gemshorn      | 4′  |
| Fagott        | 16′ |

- Koppeln: II/I, I/P, II/P